# José de Pando y Fernández
José de Pando y Fernández (n. 1856-fl. 1898) fue un pintor español de la segunda mitad del siglo XIX.

## Biografía
Hijo de unos ricos industriales de Sevilla, nació en dicha ciudad en 1856. Desde muy joven le dedicaron sus padres a los negocios de la casa, y cuando era ya tenedor de libros de la misma, se matriculó en la Escuela provincial de Bellas Artes, en 1879, no asistiendo a las clases del Museo sino en los breves ratos que le dejaran libres sus muchas ocupaciones. La industria y la pintura se le hicieron cada vez más incompatibles; y se resolvió al fin por el arte, según José Cascales por consejo de José Jiménez Aranda y otros pintores, consagrándose a él en absoluto desde 1881.
Deseoso de adquirir una perfecta educación artística, se trasladó en aquel mismo año a Roma. Permaneció en Italia dos años, pasando los inviernos en la capital y visitando en las demás estaciones las ciudades más notables de la península italiana, como Venecia, Florencia y Nápoles. Después de vivir una temporada en la isla de Capri, marchó a Francia en la primavera del 1883, deteniéndose en París un año, y en 1884 reanudó sus excursiones, trasladándose a la Bretaña, y de allí a Bélgica, desde donde volvió a Venecia. En 1885 regresó por primera vez a España, y así que estuvo un año en Sevilla, marchó de nuevo a París, de París a Normandía, donde pasó todo el verano, y de Normandía se dirigió a Marruecos en el invierno de 1886, quedándose allí seis meses para estudiar las costumbres y los tipos africanos. Vuelto a España en 1887, descansó un poco de tiempo al lado de su familia; en 1888 fue otra vez París, encaminándose desde esta ciudad a Picardía, y después a Roma. Al celebrarse la Exposición Universal de París, partió para este sitio, en el que se detuvo casi otro año, y en 1890 regresó definitivamente a su ciudad natal, de la que sólo se alejaba ya en el verano, para visitar algunos museos y trabajar también en el campo.
El primero de los concursos pictóricos de importancia a los que asistió fue el celebrado en Venecia en 1885 con objeto de socorrer a la familia de un pintor muerto, y la obra que presentó con el título de Mariette, consistía en una media figura de mujer. En 1889 remitió a la que se celebraba en el Salón de París otro cuadro titulado Frailes en el refectorio, que figuró después en la  Exposición de Londres. A la Exposición Universal de aquel mismo año, en Francia, mandó su lienzo Una salida de primera Comunión, y en 1890 tomó parte a la vez en dos certámenes que se celebraron en el Salón del Campo de Marte de París y en el Círculo de Bellas Artes de Madrid. En el primero de éstos tuvo expuesto un cuadro de Saltimbanquis en un bodegón, y en el segundo el pastel Perezosa, consistente en una esbelta joven que aparece en el campo tendida sobre la hierba. Este cuadro, acompañado de otros dos al óleo, En el corral y Al trabajo, conquistó un premio más tarde en la Exposición general de Barcelona, siendo adquirido por el Ayuntamiento de Barcelona para su Museo de Pintura. También fue autor de los lienzos titulados Margaritas silvestres, una muchacha  echada en un prado de margaritas, y La cogida de la aceituna, presentados a la Exposición de Múnich de 1892. En la que se celebró en Chicago, presentó tres cuadros más al pastel, titulados En el baño, La hortelana y El bien ajeno.